# 15 декември
15 декември е 349-ият ден в годината според григорианския календар (350-и през високосна). Остават 16 дни до края на годината.

## Събития
- 1256 г. – Монголският хан Хулагу превзема и разрушава крепостта Аламут на асасините.
- 1575 г. – Полската шляхта избира за крал Стефан Батори.
- 1895 г. – Основан е германският спортен клуб Айнтрахт Брауншвайг.
- 1899 г. – В италианската преса е оповестено основаването на футболния клуб Милан
- 1917 г. – В Кишинев е провъзгласена Молдовската народна република.
- 1918 г. – Във Вилнюс (Литва) е установена съветска власт.
- 1925 г. – Гърция се съгласява да плати на България наложеното ѝ от Обществото на народите обезщетение за Петричкия инцидент.
- 1961 г. – В Йерусалим (Израел) е осъден на смърт бившия нацистки офицер Адолф Айхман, след като е намерен за виновен по 15 криминални дела, между които престъпления срещу човечеството и военни престъпления.
- 1966 г. – Астрономът Удуин Долфус открива Янус – естествен спътник на Сатурн.
- 1970 г. – Съветският космически апарат Венера 7 каца на Венера, с което извършва първото успешно кацане на друга планета.
- 1976 г. – Държавата Самоа е приета за член на ООН.
- 1990 г. – Киргизия обявява национална независимост от СССР.
- 1994 г. – Палау е приета за член на ООН.
- 1999 г. – В Япония е отлято най-голямото златно кюлче в света (40,5/19,5/16 см = 200 kg).

## Родени
- 37 г. – Нерон, римски император († 68 г.)
- 130 г. – Луций Вер, римски съимператор с Марк Аврелий († 169 г.)
- 1657 г. – Мишел-Ришар Делаланд, френски композитор († 1726 г.)
- 1732 г. – Карл Лангханс, германски архитект († 1808 г.)
- 1751 г. – Франц Шюц, немски художник († 1781 г.)
- 1802 г. – Янош Бояй, унгарски математик († 1860 г.)
- 1832 г. – Густав Айфел, френски инженер и архитект († 1923 г.)
- 1852 г. – Антоан Анри Бекерел, френски физик, Нобелов лауреат през 1903 г. († 1908 г.)
- 1859 г. – Людвик Заменхоф, полски лекар († 1917 г.)
- 1870 г. – Йозеф Хофман, австрийски архитект († 1956 г.)
- 1870 г. – Рафаел Камхи, български революционер († 1970 г.)
- 1872 г. – Тодор Саев, български военен и революционер († 1903 г.)
- 1882 г. – Димитър Маджаров, български революционер († 1949 г.)
- 1888 г. – Максуел Андерсън, американски писател († 1959 г.)
- 1896 г. – Христо Вакарелски, български фолклорист († 1979 г.)
- 1907 г. – Оскар Нимайер, бразилски архитект († 2012 г.)
- 1908 г. – Уилям Фентън, американски етнолог († 2002 г.)
- 1915 г. – Панайот Розов, български футболист
- 1916 г. – Морис Уилкинс, британски лекар, Нобелов лауреат през 1952 г. († 2004 г.)
- 1918 г. – Север Гансовски, руски писател († 1990 г.)
- 1923 г. – Фриймън Дайсън, американски физик († 2020 г.)
- 1928 г. – Фриденсрайх Хундертвасер, австрийски архитект и художник († 2000 г.)
- 1933 г. – Иван Панев, български политик († 1990 г.)
- 1934 г. – Абдула Юсуф Ахмед, сомалийски политик († 2012 г.)
- 1934 г. – Райна Кабаиванска, българска оперна певица
- 1947 г. – Михаил Хардау, румънски политик
- 1949 г. – Дон Джонсън, американски актьор
- 1952 г. – Алан Симонсен, датски футболист и треньор
- 1958 г. – Никола Спасов, български футболист и треньор по футбол († 2020 г.)
- 1965 г. – Димитър Абаджиев, български политик
- 1966 г. – Симон ван дер Влюхт, холандска писателка
- 1969 г. – Марион Пошман, немска писателка
- 1970 г. – Майкъл Шенкс, канадски актьор
- 1978 г. – Марк Янсен, холандски китарист
- 1979 г. – Адам Броуди, американски актьор
- 1981 г. – Нажуа Белизел, френска поп-рок/електро певица
- 1981 г. – Петър Кюмурджиев, български футболист
- 1981 г. – Роман Павлюченко, руски футболист
- 1981 г. – Денислав Сотиров, български футболист
- 1993 г. – Филип Буков, български актьор

## Починали
- 1025 г. – Василий II, император на Византия (* 938 г.)
- 1230 г. – Отокар I, Крал на Бохемия (* 1155 г.)
- 1675 г. – Йоханес Вермеер, холандски художник (* 1632 г.)
- 1890 г. – Седящия бик, индиански вожд (* ок. 1831)
- 1892 г. – Александър фон Хесен-Дармщат, германски принц (* 1823 г.)
- 1892 г. – Никола Михайловски, български общественик (* 1818 г.)
- 1909 г. – Франциско Тарега, испански китарист (* 1852 г.)
- 1935 г. – Васил Златарски, български историк (* 1866 г.)
- 1936 г. – Жак Грюбер, френски художник (* 1870 г.)
- 1938 г. – Валерий Чкалов, съветски летец (* 1904 г.)
- 1944 г. – Глен Милър, американски композитор (* 1904 г.)
- 1958 г. – Волфганг Паули, австрийски физик, Нобелов лауреат през 1945 г. (* 1900 г.)
- 1962 г. – Чарлз Лотън, английски артист († 1899 г.)
- 1966 г. – Уолт Дисни, американски продуцент (* 1901 г.)
- 1971 г. – Жо Сифер, швейцарски пилот от Формула 1 (* 1936 г.)
- 1973 г. – Иван Батаклиев, български географ (* 1891 г.)
- 1989 г. – Али Шен, турски киноартист (* 1918 г.)
- 1991 г. – Василий Зайцев, съветски снайперист (* 1915 г.)
- 2006 г. – Антоний Генов, български актьор (* 1950 г.)
- 2006 г. – Клей Регацони, швейцарски пилот от Формула 1 (* 1939 г.)
- 2010 г. – Петер О. Хотевиц, немски писател (* 1934 г.)
- 2011 г. – Йордан Парушев, български художник (* 1958 г.)
- 2011 г. – Пламен Ставрев, български певец, музикант и бард (* 1953 г.)
- 2011 г. – Красимир Кюркчийски, български композитор и диригент (* 1936 г.)
- 2011 г. – Кристофър Хитчънс, британско-американски автор, литературен критик и политически журналист (* 1949 г.)

## Празници
- Международен ден на чая (отбелязва се от 2005 г.)